# いつき (掃海艇)
いつき（ローマ字：JDS Itsuki, MSC-602、YAS-57）は、海上自衛隊の掃海艇。あただ型掃海艇の2番艇。艇名は斎島に由来する。

## 艦歴
「いつき」は、昭和28年度計画掃海艇302号艇として、日本鋼管鶴見造船所で1955年6月22日に起工され、1956年3月12日に進水、1956年6月20日に就役し、呉地方隊に編入された。同年9月1日、呉地方隊隷下に第31掃海隊が新編され、「あただ」、「やしろ」とともに編入された。
1957年3月16日、第31掃海隊が第1掃海隊群に編成替え。
1969年3月15日、第31掃海隊が呉地方隊隷下に編成替え。
1970年3月2日、第31掃海隊が呉地方隊隷下の阪神基地隊に編成替え。
1972年3月31日、特務船に種別変更され、船籍番号がYAS-57に変更。横須賀地方隊に編入。
1978年3月20日、除籍。